# Consiglio di Rumo
Consiglio di Rumo ist eine Fraktion der italienischen Gemeinde Gravedona ed Uniti  mit 1202 Einwohnern (Stand 31. Dezember 2010) in der Provinz Como, Region Lombardei.

## Geographie
Consiglio di Rumo liegt am Lago di Como an der Strada statale 340 zwischen Gravedona und Dongo. 

## Geschichte
Consiglio di Rumo war bis Januar 2011 eine eigenständige Gemeinde und wurde im Februar 2011 mit Gravedona und Germasino zur neuen Gemeinde Gravedona ed Uniti zusammengeschlossen.